# Прилужье (Конотопский район)
Прилужье (укр. Прилужжя) — село,
Хижковский сельский совет,
Конотопский район,
Сумская область,
Украина.
Код КОАТУУ — 5922088402. Население по переписи 2001 года составляло 64 человека.

## Географическое положение
Село Прилужье находится на левом берегу реки Сейм,
выше по течению на расстоянии в 5 км расположено село Хижки,
ниже по течению на расстоянии в 1,5 км расположено село Новомутин,
на противоположном берегу — село Мутин (Кролевецкий район).
Река в этом месте извилистая, образует лиманы, старицы (Старый Сейм) и заболоченные озёра.
К селу примыкает большой лесной массив (дуб, осина).

## Достопримечательности
Урочище Боромля — зоологический памятник природы государственного значения. Площадь — 55 га. Расположен на острове в затоне Сейма, покрытом природным дубовым древостоем и лугами. Основная лесная порода — дубовые насаждения возрастом 200 лет. Тут находится колония серой цапли.